# Cucurbitaria occidentalis
Cucurbitaria occidentalis är en svampart som beskrevs av Ellis 1892. Cucurbitaria occidentalis ingår i släktet Cucurbitaria och familjen Cucurbitariaceae.   Inga underarter finns listade i Catalogue of Life.